# Emanuel Silva
Emanuel Eduardo Pimenta Vieira Silva (Braga, 4 dicembre 1985) è un canoista portoghese.

## Palmarès
- Giochi olimpici

Londra 2012: argento nel K2 1000 metri.
- Mondiali - Velocità

Duisburg 2013: oro nel K2 500 metri.
Mosca 2014: argento nel K4 1000 metri.
- Europei - Sprint

Poznań 2005: bronzo nel K1 1000 metri.
Trasona 2010: bronzo nel K2 500 metri.
Belgrado 2011: oro nel K4 1000 metri, bronzo nel K2 500 metri.
Montemor-o-Velho 2013: argento nel K4 1000 metri.
Brandeburgo 2014: oro nel K2 500 metri, bronzo nel K4 1000 metri.
Račice 2015: argento nel K4 1000 metri.